# Cottus microstomus
Cottus microstomus és una espècie de peix pertanyent a la família dels còtids.
Fa 10 cm de llargària màxima. Les femelles fresen un cop a l'any. Menja una àmplia varietat d'invertebrats bentònics.
És un peix d'aigua dolça, bentopelàgic i de clima temperat. Es troba a Europa. És inofensiu per als humans.